# Olav Roots
Olav Roots (Uderna, 26 de febrero de 1910-Bogotá, 30 de enero de 1974) fue un director, pianista y compositor estonio radicado colombiano.

## Biografía
Roots nació en Uderna. Estudió en la Escuela de Música de Tartu de 1923 a 1928, estudió piano con Artur Lemba y composición con Heino Eller con músicos como Eduard Tubin, Eduard Oja, Alfred Karindi y Karl Leichter. Luego estudió en la Academia de Música de Estonia en Tallin, donde posteriormente enseñó piano y teoría musical hasta 1935. Además, completó sus estudios de piano con Alfred Cortot en París.
Hasta 1937, Roots dirigió la Orquesta Sinfónica del Conservatorio de Tallin. En 1937, una beca le permitió estudiar con Felix Weingartner en Viena y asistir a cursos de verano con Nikolai Malko en Salzburgo. En 1939 se convirtió en director titular de la Orquesta de Radio de Estonia. En 1942 estudió con Clemens Krauss en Salzburgo.
En 1944, Roots se mudó a Sigtuna en Suecia. Allí enseñó en la Escuela de Estonia y dirigió el Coro Juvenil Conjunto de Estocolmo. En noviembre de 1952 se convirtió en director de la Orquesta Sinfónica de Colombia en Bogotá, Colombia y enseñó en el conservatorio de la Universidad Nacional de Colombia, también ubicado en Bogotá, hasta su muerte en 1974, convirtiéndose en su director. Su Sinfonía dedicada a la Orquesta Sinfónica de Colombia se interpretó por primera vez bajo su dirección el 10 de noviembre de 1967, y ese mismo año fue nombrado ciudadano honorario de Colombia. El Museo Eduard Tubin del castillo de Alatskivi contiene hoy exhibiciones relacionadas con Roots y sus compañeros de estudios de la escuela de música de Tartu. Murió en Bogotá..